# Lawang Agung (Sungai Penuh)
Lawang Agung is een bestuurslaag in het regentschap Sungai Penuh van de provincie Jambi, Indonesië. Lawang Agung telt 3718 inwoners (volkstelling 2010).